# Eneas Salati
Eneas Salati (Capivari, 6 de agosto de 1933 – Piracicaba, 5 de fevereiro de 2022) foi um agrônomo, pesquisador e professor universitário brasileiro. 
Grande oficial da Ordem Nacional do Mérito Científico, Eneas descobriu nos anos 1970 o mecanismo conhecido como 'rios voadores', formados por massas de ar carregadas de vapor de água, muitas vezes acompanhados por nuvens, que são propelidos pelos ventos. Essas correntes de ar invisíveis atravessam o território nacional carregando umidade da Bacia Amazônica para o Centro-Oeste, Sudeste e Sul do Brasil.
Eneas também coordenou os trabalhos destinados a verificar as possíveis mudanças de clima na Amazônia, em decorrência do desmatamento.

## Biografia
Eneas nasceu na cidade paulista de Capivari, em 1933. Formou-se na Escola Superior de Agricultura Luiz de Queiroz da Universidade de São Paulo (Esalq-USP), em 1955, onde também obteve o título de doutor (1958) e a livre-docente (1960). Foi diretor do Centro de Energia Nuclear na Agricultura (Cena-USP), entre 1981 e 1985, do Instituto de Física e Química da USP em São Carlos, entre 1976 e 1979, e do Instituto Nacional de Pesquisas da Amazônia (Inpa), entre 1979 e 1981.
Foi ainda diretor técnico da Fundação Brasileira para o Desenvolvimento Sustentável (FBDS), assessor do Banco Interamericano de Desenvolvimento (BID) e consultor do Banco Mundial e da International Finance Corporation (IFC). Ao longo da carreira, teve 146 trabalhos publicados, orientou seis dissertações de mestrado e sete teses de doutorado.
No Centro de Energia Nuclear na Agricultura (Cena), em Piracicaba, laboratório o qual planejou e construiu e do qual foi diretor entre 1981 e 1985, Eneas se valeu do uso de um espectrômetro de massa, equipamento ainda novo no Brasil na época, onde estudou amostras do vapor atmosférico com várias posições dentro da bacia do Rio Amazonas.
Pela primeira vez, ele conseguiu medir os fluxos de água que vêm do oceano para dentro da bacia amazônica até, mais ou menos, a Cordilheira dos Andes. O estudo pioneiro indicou que as moléculas de água, vindas do oceano por sobre a floresta, ao serem evaporadas, voltam em forma de chuvas. Tal pesquisa cunhou o termo "rios voadores", ao medir os vários milímetros de chuva que são carregados pelas nuvens no trajeto.
Essa água desce para o Centro-Oeste, Sudeste e Sul do Brasil. Eneas também indicou que o desmatamento da Amazônia levaria a um desequilíbrio na formação de tais rios, levando à escassez de chuvas e secas recordes no centro-sul do país.

## Vida pessoal
Eneas era casado com Theresinha Zurk Salati, com quem teve quatro filhos.

## Morte
Eneas tinha a Doença de Alzheimer já havia alguns anos e estava bastante debilitado. Ele morreu em 5 de fevereiro de 2022, em Piracicaba, aos 88 anos. Seu corpo foi cremado na terça-feira, dia 8. A seu pedido, suas cinzas serão espalhadas na reserva florestal Adolpho Ducke, em Manaus.